# Helmut Foreiter
Helmut Foreiter (ur. 11 lutego 1958 w Zielinie, zm. 14 lutego 2008 w Berlinie) – polski piłkarz.

## Kariera klubowa
Wychowanek Pogoni Prudnik, w której zaczął grać po rozpoczęciu nauki w Zespole Szkół Zawodowych nr 1 w Prudniku. Następnie był zawodnikiem Metalu Kluczbork. W 1976 roku przeszedł do Ruchu Chorzów, w którym spędził trzy sezony. W latach 1977–1979 rozegrał w barwach „Niebieskich” 57 meczów, w których zdobył 4 gole oraz został mistrzem Polski w 1979. Następnie odszedł do Piasta Gliwice, gdzie grał przez 2 lata w drugiej lidze (39 meczów, 19 goli). W 1981 roku wyjechał do Niemiec, gdzie występował jako Helmut Vorreiter. Grał w SV Darmstadt 98 (w Bundeslidze 25 meczów i 2 gole oraz w 2. Bundeslidze 57 meczów i 10 goli). Grał także w drużynie VfR 1910 Bürstadt oraz był trenerem TVgg Lorsch.
Jako gracz Metalu 13 razy wystąpił w juniorskiej i młodzieżowej reprezentacji Polski.